# Telesfor Badetko
Telesfor Badetko ps. Wiktor, Tesiek (ur. w 1920 w Zenonowie pod Warszawą, zm. 11 stycznia 1992 w Szczecinie) – działacz i instruktor harcerski (harcmistrz), członek Powstańczych Oddziałów Specjalnych „Jerzyki”, Szarych Szeregów i Armii Krajowej, komendant hufca ZHP Szczecin-Pogodno.

## Życiorys
Od 1936 r. był członkiem Związku Harcerstwa Polskiego. W czasie okupacji hitlerowskiej wstąpił do POS „Jerzyki” i Szarych Szeregów, w których dostał stopień kapitana, a wraz z tą organizacją przeszedł w 1943 roku do Armii Krajowej. W ramach POS „Jerzyki” dowodził oddziałem partyzanckim, działający od jesieni 1943 r. w Puszczy Białej w ramach Grupy Operacyjnej AK „Wschód”. Wcześniej stał na czele harcerskiej kompanii szturmowej POS „Jerzyki”, przeprowadzając wiele akcji zbrojnych, m.in. rozbicie placówki żandarmerii pod Urlami, czy zaatakowanie budynku ochrony Huty „Vitrum” w Wołominie (przy niewielkich stratach własnych zdobyto 4 pistolety maszynowe, 2 pistolety, amunicję oraz 3 maszyny do pisania). W ramach AK przeszedł przeszkolenie w podziemnej podchorążówce i kurs dywersji. Po zakończeniu wojny zamieszkał w Myśliborzu. Dla ukrycia swojej okupacyjnej przeszłości używał fałszywego nazwiska – Bogusławski. Był organizatorem i pierwszym kierownikiem Technicznej Obsługi Rolnictwa w tym mieście. Jednocześnie powrócił do działalności harcerskiej. Po zdemaskowaniu w 1950 r., przeniósł się do Polic, gdzie organizował rolnicze szkolnictwo zawodowe. Chwilowo zaprzestał działalności w ramach harcerstwa. Następnie utworzył przyzakładową szkołę przy Fabryce Urządzeń Budowlanych „Hydroma” i został jej dyrektorem, a później kierownikiem warsztatów szkolnych. W 1956 r. współorganizował w Szczecinie odradzające się niezależne harcerstwo. Założył i był pierwszym komendantem Hufca ZHP Szczecin-Pogodno. Jednakże w 1960 r. został usunięty z tej funkcji pod zarzutem nawiązywania do tradycji przedwojennego harcerstwa, używania jego symboliki i haseł oraz samej przeszłości okupacyjnej. Zaangażował się wówczas w zorganizowanie i prowadzenie Harcerskiego Teatrzyku Lalkowego „Zuch”, który występował po całej Polsce. Jednocześnie był prześladowany przez UB, a później SB. Zmarł 11 stycznia 1992 r. w Szczecinie. Pochowany został na cmentarzu Centralnym w Szczecinie kwatera 43a.
Obecnie imieniem Telesfora Badetki jest nazwany skwer w Szczecinie (53°26′37″N 14°31′33″E/53,443611 14,525833), na którym znajduje się także jego pomnik z piaskowca dłuta Janiny Jeleńskiej-Papp z 1998 roku.

### Odznaczenia
- Order Virtuti Militari V klasy (2-krotnie)
- Krzyż Partyzancki
- Krzyż Armii Krajowej
- Krzyż Kawalerski Orderu Odrodzenia Polski
- Warszawski Krzyż Powstańczym
- Złoty Krzyż Zasługi
- Złoty Krzyż „Za Zasługi dla ZHP”